# Версія FM
Версія FM — Ужгородська радіостанція, яка вела мовлення на частоті 101,6 FM в м Ужгород.
Мав покриття: Ужгородський, Мукачівський та Берегівський район Закарпатської області. 
Радіостанція з міста Ужгород.
Ужгородська недержавна музична радіостанція Версія FM.
Слоган: «Більше музики!»
Радіо Версія працював в форматі CHR 
(Contemporary Hit Radio).
У нашому розпорядженні цифрова  продакшн-студія для запису рекламних роликів, музичних заставок та іншої необхідної ефірної продукції.
Радіо Версія 101,6FM, в ефірі якої звучало найяскравіші і запальні хіти світової та української музики останніх 15 років. 
Тільки розкручені, впізнанні і улюблені вами пісні.
Багато розіграшів, акцій та програм для наших слухачів.
Новини України та Закарпаття кожну годину. Ранкове шоу «Підійми мене» з 7-ї по 10-ту годину ранку. Обідній ефір «Day by Day» з 12-ї по 15-ту. Кожен день хіт-парад о 17:10 та 19:10.
Радіостанція «Версія FM» припинило своє існування в Ужгороді на частоті 101,6 МГц з 9 вересня 2022 року на його частоті колишньої радіостанції «Версія FM» розпочало мовлення радіостанція «Закарпаття FM»